# Ingolf David
Ingolf David (* 2. Oktober 1926 in Kopenhagen; † 26. Dezember 1996 ebenda) war ein dänischer Schauspieler.

## Leben
Ingolf David wuchs als Sohn des Schauspielerehepaares Arne-Ole David (1894–1977) und Ingeborg Schleiss David (1899–1984) gemeinsam mit seiner Schwester Marianne (1930–2005) in Kopenhagen auf.
Nach seinem Schulabschluss absolvierte er von 1943 bis 1947 seine Schauspielausbildung an der Eleveskole des Königlichen Theaters Kopenhagen, wo er im Jahr 1947 als Darsteller auch sein Bühnendebüt hatte. Er wirkte im Laufe seiner Karriere in zahlreichen Theaterstücken wie beispielsweise in Hamlet mit. Zudem stand er auch in Varieté-Shows, Musicals und in Kabarett-Programmen auf der Bühne, so unter anderem auch am Folketeatret, am Odense Teater, am Aarhus Teater, am Betty-Nansen-Theater oder am Theater Helsingør.
In seiner rund vier Jahrzehnte lang andauernden Karriere als Schauspieler wirkte Ingolf David von 1954 bis 1996 in mehr als 110 Film-und-Fernsehproduktionen mit. Im Jahr 1986 wurde er mit dem Bodil als Bester Nebendarsteller für seine Rolle als Arne in dem Film Ofelia kommer til byen ausgezeichnet. Seine letzte Rolle spielte er in der Serie Hospital der Geister unter der Regie von Lars von Trier. Daneben war er auch als Synchronsprecher für Zeichentrickfilme tätig und lieh dabei in dänischer Sprache den Figuren in Asterix oder in Winnie Puuh seine Stimme.
Ingolf David war dreimal verheiratet. In zweiter Ehe war er von 1959 bis 1974 mit der Schauspielerin Annemette Svendsen verheiratet. Aus der Ehe ging eine im Jahr 1966 geborene Tochter hervor. Er starb im Dezember 1996 im Alter von 70 Jahren. Seine Grabstätte befindet sich auf dem Mariebjerg-Kirkegard in Gentofte.

## Filmografie (Auswahl)
- 1961: Farinelli
- 1965: Siebzehn – Vier Mädchen machen einen Mann
- 1966: Slap af, Frede!
- 1968: Doktor Glas
- 1970: Bella
- 1973: Oh, diese Mieter! (Fernsehserie, 1 Folge)
- 1977: Terror
- 1983: Kein schöner Land
- 1984: Rainfox
- 1985: Ofelia kommer til byen
- 1985: Yellow Pages
- 1986: Flambierte Herzen
- 1994: Hospital der Geister (Fernsehserie, 1 Folge)
- 1995: Wer ist Hitler?